# Чемпионат мира по полумарафону 2009
Чемпионат мира по полумарафону 2009 года прошёл 11 октября 2009 года в Бирмингеме (Великобритания). Это было заключительное соревнование в серии ИААФ 2009 года. В 3-й раз в истории чемпионат прошёл в Великобритании. До этого в 1992 году чемпионат прошёл в Ньюкасл-апон-Тайне, а в 2001 году в Бристоле.
Дистанция полумарафона проходила по улицам города. Всего было проведено 2 забега. Старт мужскому забегу был дан в 9:00 утра по местному времени, а женскому в 9:30. Определялись чемпионы в личном первенстве и в командном. Командный результат — складываются три лучших результата от страны и по сумме наименьшего времени определяются чемпионы.

## Призовой фонд
В личном первенстве (в долларах США):
- 1-е место — 30 000
- 2-е место — 15 000
- 3-е место — 10 000

В командном зачёте
- 1-е место — 15 000
- 2-е место — 12 000
- 3-е место — 9000

## Результаты

### Мужчины
| Место | Страна  | Имя              | Время      |
| ----- | ------- | ---------------- | ---------- |
|       | Эритрея | Зерсенай Тадесе  | 59.35 CR   |
|       | Кения   | Бернард Кипьего  | 59.59      |
|       | США     | Датан Ритзенхейн | 1:00.00 PB |
| 4     | Кения   | Уилсон Кипсанг   | 1:00.08    |
| 5     | Эритрея | Самуэль Цегай    | 1:00.17 PB |
| 6     | Кения   | Уилсон Чебет     | 1:00.59    |
| 7     | Кения   | Киплимо Кимутаи  | 1:01.31 SB |
| 8     | ЮАР     | Стивен Мокока    | 1:01.36    |

### Женщины
| Место | Страна         | Имя             | Время      |
| ----- | -------------- | --------------- | ---------- |
|       | Кения          | Мэри Кейтани    | 1:06.36 CR |
|       | Кения          | Филс Онгори     | 1:07.38 PB |
|       | Эфиопия        | Аберу Кебеде    | 1:07.39 PB |
| 4     | Кения          | Каролина Килель | 1:08.16 PB |
| 5     | Эфиопия        | Меставет Туфа   | 1:09.11 PB |
| 6     | Эфиопия        | Тирфи Цегайе    | 1:09.24 PB |
| 7     | Новая Зеландия | Кимберли Смит   | 1:09.35 NR |
| 8     | Кения          | Филомена Чейеч  | 1:09.44    |

## Командные результаты

### Мужчины
| Место | Страна  | Команда                                      | Время   |
| ----- | ------- | -------------------------------------------- | ------- |
|       | Кения   | Бернард Кипьего Уилсон Кипсанг Уилсон Чебет  | 3:01.06 |
|       | Эритрея | Зерсенай Тадесе Самуэль Цегай Адханом Абраха | 3:02.39 |
|       | Эфиопия | Тилахун Регасса Дередже Тесфайе Абебе Негево | 3:06.42 |

### Женщины
| Место | Страна  | Команда                                      | Время      |
| ----- | ------- | -------------------------------------------- | ---------- |
|       | Кения   | Мэри Кейтани Филс Онгори Каролина Килель     | 3:22.30 CR |
|       | Эфиопия | Аберу Кебеде Меставет Туфа Тирфи Цегайе      | 3:26.14    |
|       | Россия  | Инга Абитова Сильвия Скворцова Эльза Киреева | 3:31.23    |